# Иранская операция
Иранская операция, также Англо-советское вторжение в Иран (англ. Anglo-Soviet invasion of Iran, перс. اشغال ایران در جنگ جهانی دوم‎; кодовое наименование — «Операция „Согласие“» (англ. Operation Countenance)) — вооружённый конфликт между Великобританией (включая индийские колониальные войска), Австралией и СССР с одной стороны и Шаханшахским Государством Иран с другой стороны, произошедший в ходе Второй мировой войны 25 августа — 17 сентября 1941 года.
Операция проводилась с целью обеспечения безопасности иранских нефтяных месторождений и налаживания путей снабжения Советского Союза (см. статью «Персидский коридор»), ведущего военные действия против стран «оси» и их союзников. Несмотря на занятое Ираном положение нейтралитета, Реза Пехлеви, считавшийся антигитлеровской коалицией союзником нацистской Германии, по окончании операции был свергнут, и шахиншахом стал его младший сын Мохаммед.
Вторжение застало Иранское государство врасплох. Невозможность организовать активное сопротивление со стороны иранцев способствовало развёртыванию военных действий его противниками с тактической внезапностью . Нежелание шаха произвести ликвидацию сетей автомобильных дорог и транспортных путей, возводившихся до начала войны по его настоянию, значительно облегчило ведение войны для антигитлеровской коалиции и ускорило проведение операции. Несмотря на занятие войсками великих держав территории Ирана, на Тегеранской конференции их лидеры подтвердили наличие заинтересованности в сохранении независимости и территориальной целостности государства. По Персидскому коридору в период Второй мировой войны в Советский Союз были доставлены до 34 % грузов по программе ленд-лиза. Британская империя завершила вывод своих войск с территории Ирана в марте 1946 года, Советский Союз — в мае 1946 года.

## Предпосылки
В 1925 году, спустя несколько лет после окончания гражданской войны, смуты и иностранной интервенции, к власти в Персии пришёл шах Реза Пехлеви. Впоследствии, в 1935 году, он попросил иностранных послов употреблять в официальной переписке термин «Иран» — историческое наименование государства, распространённое среди местных жителей. Пехлеви приступил к реализации грандиозной программы по экономической, культурной и военной модернизации страны. Иран, представлявший собой в период правления каджаров раздробленное и изолированное государство, быстро превращался в современную промышленную державу. К тому же благодаря действиям шаха удалось построить ряд значимых объектов инфраструктуры, урбанизировать города, увеличить в размерах сеть транспортных путей и возвести школы. Также он проводил политику нейтралитета, однако для дальнейшей реализации его амбициозных планов по модернизации страны ему потребовалась экономическая поддержка Запада, в том числе финансирование.
После начала 22 июня 1941 года операции «Барбаросса» Британская империя и Советский Союз заняли союзнические позиции по отношению друг к другу, что послужило первичной предпосылкой вторжения в Иран. В связи с планомерным наступлением вермахта вглубь СССР, персидский коридор, проходивший по территории Трансиранской железной дороги, представлял собой один из наилегчайших путей реализации программы ленд-лиз, осуществлявшейся Соединёнными Штатами по морю. Британские и советские инженеры признавали огромную значимость данной железной дороги и стремились держать её под пристальным вниманием. Возросшее число атак немецких подводных лодок на англо-американские морские конвои и скорое покрытие моря льдом в районе Архангельска привели к повышению потенциальной опасности использования северного морского маршрута, вследствие чего необходимость интенсивного неограниченного использования Трансиранской железной дороги значительно выросла. К тому же советское правительство, вероятно, стремилось включить Иранский Азербайджан и Туркменсахру («Туркменскую степь») в состав своего государства, а также привести к власти в Иране коммунистов. Давление Великобритании и СССР на Иран привело к росту напряжённости и массовым антибританским выступлениям в Тегеране, которые, по мнению англичан, носили пронемецкий характер. Стратегическое положение Ирана препятствовало обеспечению безопасности советских нефтеносных районов и тыла Красной армии и создавало угрозу британским военным маршрутам между Индией и Средиземноморьем:215—216.
Требования антигитлеровской коалиции по высылке немецких рабочих и дипломатов из Ирана шах отклонил. Согласно данным английской дипломатической миссии, в 1940 году в Иране работала практически тысяча немцев. По информации газеты «Эттелаат», численность немцев составляла 690 человек, входивших в состав 4630 иностранцев, в числе которых находились 2590 британцев. Австралийский историк Джоан Бьюмонт оценивала количество проживавших в Иране немцев «не более чем в 3 тысячи человек», однако их влияние считалось несоразмерным реальной численности в силу их занятости в стратегически важных отраслях, транспортной сети и сети связи:215.
Иран в течение долгих лет наращивал связи с Германской империей, стремясь противодействовать внешнеполитическим амбициям как первоначально Российской империи, так и затем Советского Союза. При этом, Иран налаживал экономические связи с Германией в силу того, что последняя не вела агрессивной колониальной политики, свойственной англичанам и русским. Именно благодаря этому, дипломатическим представителям Ирана удалось вывести из занятой вермахтом Европы свыше полутора тысяч евреев, тайно гарантировав им иранское гражданство.
Англичане начали обвинять Иран в оказании поддержки нацистской Германии и ведении пронемецкой политики. Несмотря на занятое государством в начале Второй мировой войны положение нейтралитета, Иран представлял огромный экономический интерес для Великобритании, боявшейся перехода находившегося в собственности Англо-персидской нефтяной компании Абаданского нефтеперерабатывающего завода в руки немцев; при добыче 8 млн тонн нефти в 1940 году англичане придавали ему наибольшее значение в своей военно-экономической деятельности. Первый виток напряжённости пришёлся на 1931 год в связи с ликвидацией Резой Пехлеви концессии Д'Арси, обеспечивавшей Великобритании эксклюзивное право на реализацию иранской нефти, от которой Иран получал прибыль в размере всего лишь 10—16 %.
Под давлением Великобритании и СССР, иранцы стали свёртывать торговлю с Германией. Реза Пехлеви не стал занимать агрессивную позицию, что было связано с достаточно сильным влиянием Великобритании и Советского Союза. На тот момент английские войска уже присутствовали в значительном количестве в занятом ими Ираке. Таким образом, к моменту начала операции они сосредоточились на западной границе Ирана.

## Ход операции
Внезапное не спровоцированное вторжение должно было застать иранцев врасплох. К моменту начала операции правительство Ирана получило 19 июля и 17 августа соответственно, две дипломатические ноты, в которых предъявлялось требование выслать немцев с территории Ирана. Текст второй ноты, вручённой 17 августа, премьер-министр Али Мансур расценил как завуалированный ультиматум. Впоследствии генерал-губернатор Индии Арчибальд Уэйвелл писал в своей депеше: «…видимо, правительство Ирана в полной мере ожидало преждевременного наступления англичан на Хузестан и в силу этого отправило подкрепления, в состав которых вошли как лёгкие, так и средние танки, в Ахваз».

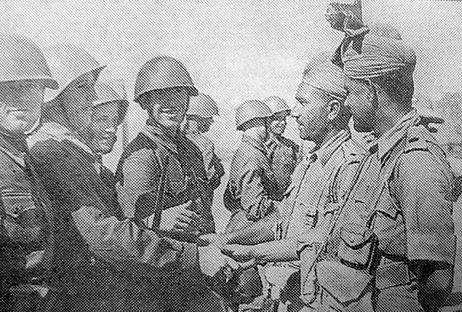
Встреча советских и индийских военнослужащих. Конец августа 1941 года.

Вскоре после начала операции вторжения, шах вызвал послов Великобритании и СССР Ридера Балларда и Андрея Смирнова для объяснений. Он поинтересовался, на каких основаниях их государства вторглись в его страну и почему не объявили войны. Оба ответили, что это произошло в силу присутствия «представителей Германии» в Иране. На вопрос Резы Пехлеви, продолжится ли наступление, если он прикажет выслать немцев, ответа не последовало. Шах выслал Рузвельту телеграмму, в которой просил его предотвратить дальнейшее развёртывание военных действий. Соединённые Штаты занимали позицию нейтралитета, в связи с чем не желали оказывать влияние на конфликт, и Рузвельт ответил Пехлеви, что удовлетворить его просьбу он не в состоянии, а также выразил надежду, что к «территориальной целостности» государства будет проявлено уважение.

### Начало военных действий
Вторжение началось из Персидского залива силами ВМФ Великобритании и Австралии, сухопутных и военно-воздушных частей и соединений вооружённых сил Британской империи. С Южного Кавказа при поддержке авиации и Каспийской военной флотилии в северную часть Ирана вошли 44-я, 47-я армии Закавказского фронта, находившегося под командованием генерала Дмитрия Козлова и 53-я армия САВО. В операции приняли участие около тысячи танков Т-26.
По прошествии 6 дней с момента начала операции в южной части Ирана Иракское командование генерал-лейтенанта Эдварда Квинана получило наименование персидско-иракского, в состав которого вошли 8-я и 10-я индийские пехотные дивизии, 2-я отдельная бронетанковая бригада, 4-я кавалерийская бригада 1-й британской кавалерийской дивизии, впоследствии вошедшая в состав 9-й бронетанковой бригады, и 21-я индийская пехотная бригада общей численностью 200 000 человек при содействии авиации, танковых и артиллерийских частей.

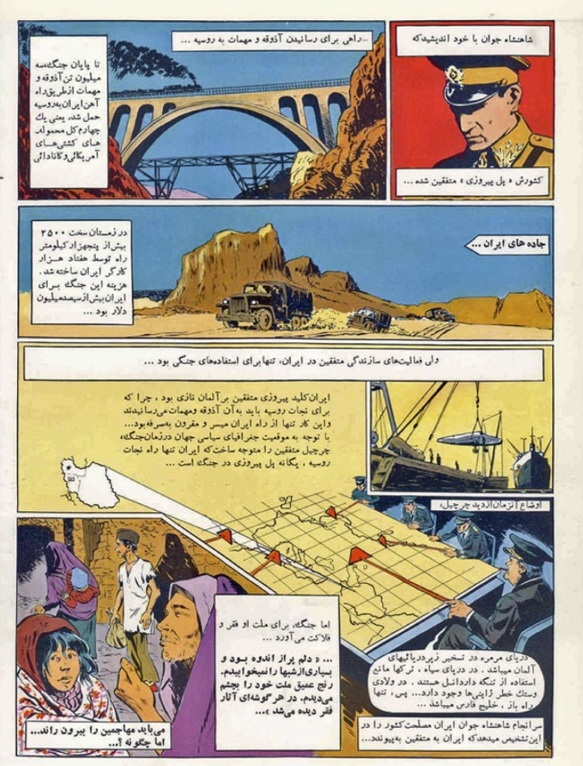
Страница книги «Возвращённое достояние» о Резе Пехлеви, посвящённая англо-советскому вторжению в Иран

В ответ на начало военных действий в боевую готовность были приведены 9 пехотных дивизий, численность которых составляла 126—200 тысяч человек, ряд из которых моторизованные; также на вооружении двух дивизий находились танки. К тому моменту сухопутные войска Ирана находились в стадии модернизации: повышения боеспособности и приведения в соответствие с международными стандартами, что отразилось к началу войны на низкой боевой готовности и невозможности дать отпор на нескольких фронтах авиацией и танковыми подразделениями. Модернизацию шах не успел завершить к началу войны, и иранская армия более занималась репрессиями в отношении гражданских лиц, нежели боевыми действиями.
На вооружении у иранцев находилась чехословацкая винтовка Vz. 24, представлявшая собой модификацию немецкой магазинной винтовки Mauser 98. Правительство приобрело 100 лёгких танков типа AH-IV и TNHP, а также средние бронеавтомобили American La France TK-6, которые поступили на вооружение 1-й и 2-й пехотных дивизий. Остальные заказы оказались заморожены в ходе Второй мировой войны. Наличие большого числа приобретённой техники и вооружения, в том числе вполне современных танков, не предотвратило вступления в Иран войск двух великих держав на нескольких направлениях. Совершенствование противотанковых средств в 1930-х годах привело к устареванию 50 танков AH-IV с их противопульной бронёй и пулемётным вооружением. Перед операцией самолёты ВВС Великобритании разбрасывали листовки на позиции иранской армии с просьбой не оказывать сопротивления и понять, что её стране «не угрожают», а наоборот, всячески пытаются «освободить» от возможного негативного влияния немцев.

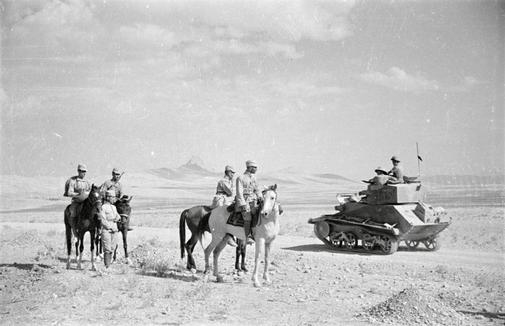
Советская кавалерия и британский танк Mk VI, встретившиеся в пустыне Деште-Кевир в нескольких км от Казвина. Август 1941 года.

На организацию сопротивления у Ирана не оставалось времени, и его противники начали действовать с тактической внезапностью. Война началась рано утром 25 августа со входа британской авиации в воздушное пространство Персии. Она нанесла удары по целям в Тегеране, Казвине и иных городах. Кроме бомб сбрасывались листовки с призывом сдаваться. Советская авиация совершила налёты на цели в городах Тебриз, Ардебиль и Решт. В результате налётов союзников подверглись разрушению гражданские и жилые здания, несколько сотен человек погибли и были ранены. Реза Пехлеви отклонил просьбы командующих войсками разрушить автомобильную и транспортную сети из-за нежелания уничтожать объекты инфраструктуры, возведением которых он занимался в течение всех лет нахождения у власти. Это внесло вклад в скорую победу его противников.
Отсутствие поддержки Ирана извне привело к подавлению и прекращению его сопротивления под воздействием наступления пехоты и танковых частей Великобритании и СССР, встреча которых произошла в Сенендедже (Сене) в 160 км к западу от Хамадана и Казвине в 160 км к западу от Тегерана и 320 км к северо-востоку от Хамадана 30 и 31 августа соответственно. Узнав о поражениях на всех фронтах, 29 августа, спустя 4 дня после начала операции, шах приказал сложить оружие и сдаваться в плен.

### Вторжение англичан в Хузестан
Было образовано оперативное соединение ВМС Британской империи под командованием коммодора Космо Грэма, начавшее на рассвете 25 августа 1941 года операцию с целью захвата городов Бендера-Шахпура, Абадана и Хорремшехра.
В 04:10 по местному времени британский шлюп «Шорхэм» открыл огонь по иранскому шлюпу «Паланг», первым залпом потопив его. Особую ценность для английских военачальников представлял нефтеперерабатывающий завод в Абадане, а также предотвращение возможных репрессалий против его сотрудников. На территории остана Хузестан находились 27 тысяч военнослужащих из 1-й, 2-й, 6-й и 16-й пехотных дивизий шаха, в состав которых входили части как лёгкой, так и механизированной пехоты, готовые дать отпор британцам. Все танки иранской армии находились в распоряжении 1-й и 2-й пехотных дивизий в Хузестане. В Абадане высадился морской и воздушный десант, который взял под контроль город, в том числе завод по переработке нефти. «Шорхэм» остался у города, осуществляя поддержку войск огнём корабельной артиллерии. Иранцы подняли восстание и днём в ходе рукопашной схватки овладели городом, включая нефтеперерабатывающий завод; в результате погиб ряд индийцев и англичан.
Вспомогательный крейсер ВМС Австралии «Канимбла» и сопровождавшие его суда вошли в залив Хор-Муса и подошли к Бендеру-Шахпуру в 04:15. С «Канимблы» на берег высадились два батальона пехоты, не встречая сопротивления иранских сторожевых катеров. Были захвачены семь торговых судов стран «оси», в то время как восьмое спешно покинуло поле сражения. Вечером, после окончания тяжёлых боёв, военно-морская база находилась в руках англичан. У Хорремшехра австралийский шлюп «Ярра», застав врасплох иранский шлюп «Бабр» («Тигр»), потопил его в районе корабельного дока. У иранцев не оставалось возможности оказать организованное сопротивление, жертвой чего стал убитый командующий ВМС Ирана Голям-Али Баяндор.

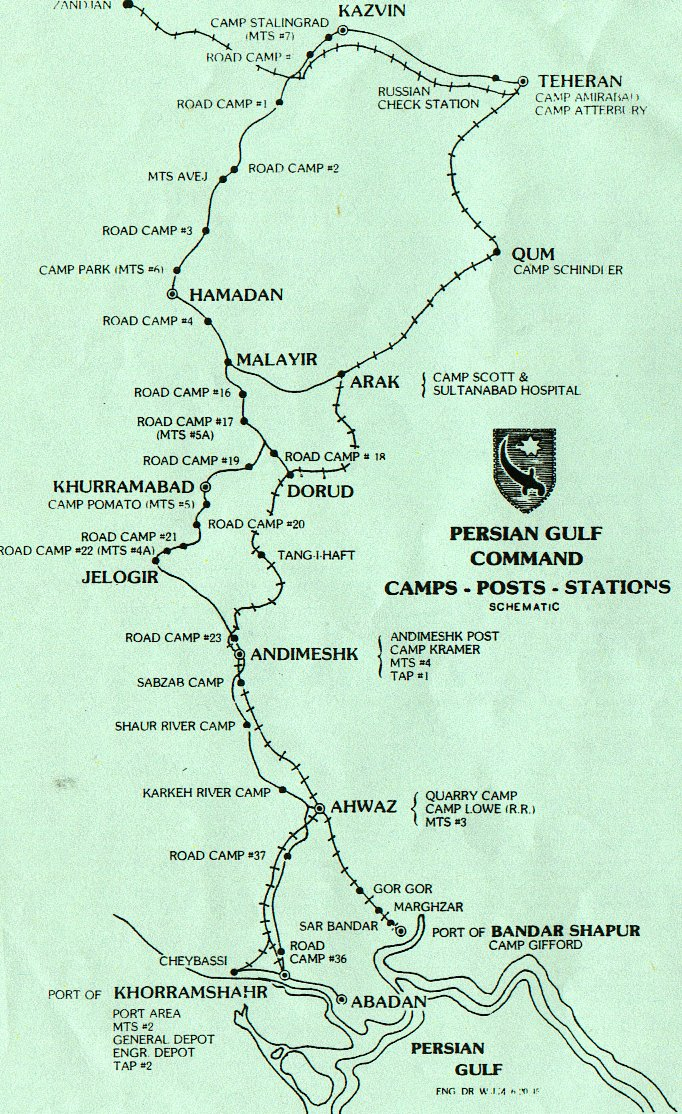
Расположение военных гарнизонов и железнодорожных станций на карте Командование в Персидском заливе

Застигнутые врасплох иранцы не оказали сопротивления и в других шахрестанах Хузестана. Королевские ВВС Великобритании нанесли удары по авиабазам и линиям связи и мгновенно обрели господство в воздухе. Они уничтожили большое количество самолётов на своих аэродромах, чем обеспечили защиту пехоты от возможного контрнаступления.
18-я и 25-я бригады 8-й индийской дивизии, находившиеся под управлением 10-й пехотной дивизии, продвигались от Басры к занятому 25 августа городу Каср-Шейху по реке Шатт-эль-Араб и в тот же день захватили Хорремшехр, расположенный в 16 км от Абадана. Река Карун англичанами не контролировалась, и иранские снайперы продолжали действовать, препятствуя в течение небольшого периода времени наступлению британских войск. Англичане высадились в Бендер-Аббасе и взяли под контроль Шатт-эль-Араб. К 26 августа всякое возможное сопротивление в остане было подавлено: иранские войска ничего не могли противопоставить огневой мощи Великобритании, 350 
иранцев были захвачены в плен, многие убиты или рассеяны.
Британцы надеялись захватить Ахваз и затем двинуться на север, развивая через Загросские горы наступление на Казвин, где они соединились бы со своими частями, шедшими из центральной части Ирана, и советскими подразделениями, двигавшимися с севера. Ранним утром 27 августа английские войска вошли в Ахваз. Иранцы под командованием генерала Мохаммеда Шахбахти приготовились дать жёсткий отпор. Пехотинцы при поддержке артиллерии и танков окопались в городе. Несмотря на несение тяжёлых потерь и подорванный боевой дух, они решили сражаться до последнего. Попытка овладеть городскими укреплениями была отбита танковыми и пехотными частями.
Вопрос, могли ли иранцы и дальше обороняться успешно, достаточно спорный, однако 29 августа, после ряда их отдельных столкновений с англичанами, правительство приказало командующим частям иранской армии в Ахвазе объявить о прекращении огня, чему они и последовали. Британцы согласились не изымать оружие у иранцев и сохранить их посты, примкнув к ним, готовящимся провести парад в городе. В свою очередь, иранцы передали граждан Великобритании, находившихся в Ахвазе, частям их армии. Британцы наравне с индийцами провели парад, в ходе которого иранский генерал Шахбахти воздал им полные воинские почести.

### Вторжение англичан в центральную часть Ирана

Ирак и западная часть Ирана в 1941 году.

На севере 10-я индийская пехотная дивизия генерал-майора Уильяма Слима вступила в центральную часть Ирана. Он приказал развернуть наступление дистанционно, по радио, с территории Индии. К тому моменту индийские пехотные и танковые подразделения находились в приграничном городе Ханакине в 160 км к северо-востоку от Багдада и в 480 км от Басры. В отличие от Хузестана, англичане вели наступление в горной местности остана Керманшах, преодолевая перевалы и узкие тропы.
Британцы прорвались у иракской границы близ Касре-Ширина и практически без сопротивления начали продвижение к нефтепромыслу в районе Нафт Шахр. По данным Великобритании, потери иранцев были незначительны, однако англичане столкнулись с организованным сопротивлением 2 тысяч иранцев при попытке овладения Гилан-э-Гербом в 30 км от границы с Ираком, в случае успешного окончания которого англичане не смогли бы преодолеть крутой горный перевал Пайтак. Британские ВВС оказывали сухопутным частям поддержку с воздуха ударами и принимали участие в воздушных боях против иранской авиации, в ходе которых 6 истребителей были сбиты, несколько получили различной степени повреждения, однако не были уничтожены и обеспечивали превосходство в воздухе. Также английская авиация бомбила небольшие городки и разбрасывали листовки с призывом сдаваться.
После захвата Гилан-э-Герба англичане развили наступление на Сере-Поле-Зохаб. Благодаря ведению огня на подавление и деморализации иранских солдат британцы захватили город, рассеяв незначительное число оборонявшихся. Таким образом, перевал Пайтак, дороги на Керманшах и Тегеран полностью контролировались Великобританией. Колонны бронетанковой техники приступили к обороне перевала и прилежащих к нему территорий. По керманшахской автодороге британцы двинулись на Шахабад. Сопротивления оказано не было, но ряд деревьев оказался поваленным, часть дороги оказалась заминирована, в результате чего на несколько часов наступление замедлилось.
В центральной части Ирана действовали 5-я и 12-я дивизии иранской армии общей численностью 30 тысяч человек при поддержке артиллерийских частей из Керманшаха и Сенендеджа. Там находились только подразделения лёгкой пехоты: моторизованная пехота и бронетанковые подразделения участвовали в военных действиях на южном направлении. Англичане рано утром 28 августа после преодоления ряда препятствий подошли к окраинам Шахабада. У деревни Зибри они столкнулись с сильным гарнизоном иранцев и вступили в бой, что привело к потерям среди англичан, но в связи с неумелыми действиями руководства гарнизона и ведением британцами огня на подавление наступление прекратилось, и англичане вступили в Шахабад тем же утром. К 29 августа под контролем англичан находился Керенд-э-Герб, до Керманшаха оставалось 3 км, иранским командирам был отдан приказ прекратить огонь и сдаться. Защитники Керманшаха объявили его открытым городом, в которой англичане вступили 1 сентября. На таких же условиях они заняли Сенендедж и в конце концов Казвин, в котором уже находились части Красной Армии.

### Вторжение Красной армии в северо-западную часть Ирана

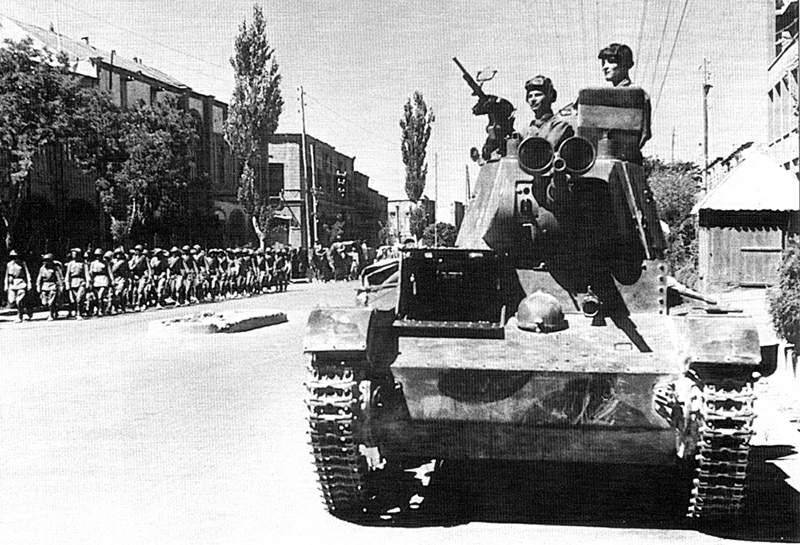
Советские войска в Тебризе, 1941

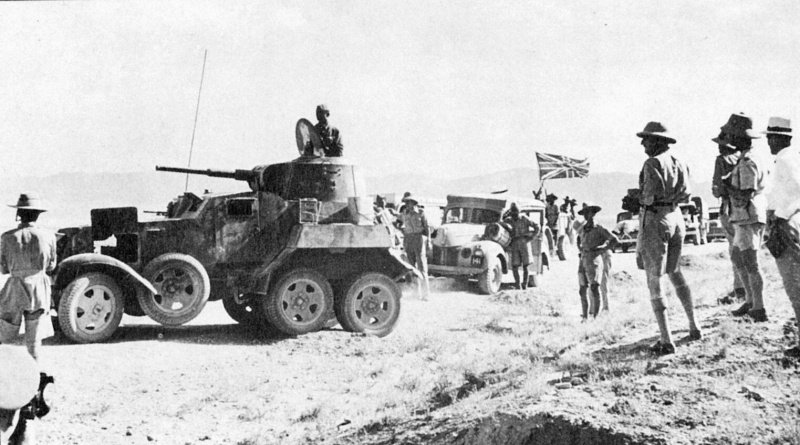
Британская транспортная колонна тылового снабжения, сопровождаемая советскими бронеавтомобилями БА-10. Сентябрь 1941

Части РККА вошли на территорию Ирана 25 августа. К тому моменту советская авиация нанесла ряд ударов по иранским авиабазам. Было образовано 3 танковых клина общей численностью 1000 танков, действовавших при содействии моторизованной пехоты. У иранской армии на северо-западе танковые подразделения отсутствовали. 47-я армия, находившаяся в Азербайджанской ССР, пересекла границу и вступила на территорию Иранского Азербайджана. Она начала продвижение к Тебризу и озеру Урмия. Под контроль Красной армии перешёл город Джульфа. Шахские самолёты-разведчики обнаружили их к югу от Джульфы, в момент наступления на Меренд. 3-я дивизия генерала Матбуди имела возможность подойти к Шибли и воспрепятствовать движению Красной Армии, однако, будучи застигнутой врасплох, она не смогла оказать организованное сопротивление. Также она не взорвала мосты и автодороги, благодаря чему советские войска быстро развивали наступление. Советская авиация перехватила 5 иранских бомбардировщиков при попытке атаковать позиции Красной Армии в районе Джульфы.
Советские войска пересекли границу и двинулись к Ардебилю, в котором была расквартирована 15-я дивизия генерал-майора Кадери. Два иранских полка решили подойти к Ниру и оказать сопротивление. Несмотря на наличие сплочённых солдат, отличающихся достойной мотивацией, Кадери покинул войска на автомобиле, фактически оставив их без командующего. Также он подорвал оборону тем, что заставил автомобили снабжения c продовольствием, припасами и артиллерийскими орудиями произвести разгрузку и вывезти его личные вещи. Красная Армия обошла Нир и продолжила движение на юг. ВВС РККА подвергли бомбардировке Ардебиль, в результате чего незначительно разрушили казармы. Будучи отрезанными и охваченными с флангов, 15-я и 3-я дивизии, оборонявшие Ардебиль и Тебриз соответственно, были деморализованы. Кадровые части предпринимали попытки поддержать порядок и двинулись навстречу советским войскам без своих командиров. Однако по причине нехватки еды, припасов и снарядов они сдали всю свою тяжёлую технику. Очаги сопротивления продолжали вести ожесточённую борьбу до конца. Но, как и следовало ожидать, Красная Армия разгромила их и к 26 августа заняла весь Иранский Азербайджан, в том числе Ардебиль и Тебриз.

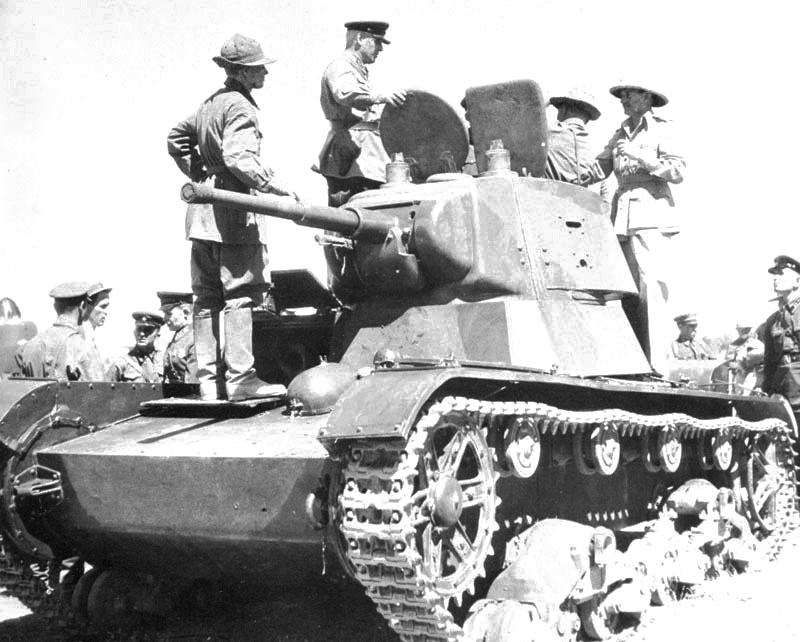
Британские солдаты осматривают советский танк Т-26. 31 августа 1941

25 августа Каспийская военная флотилия под командованием контр-адмирала Ф. С. Седельникова начала военные действия в остане Гилян. В состав флотилии входило большое число сторожевых кораблей, барж, вооружённых зенитными орудиями, и судов с десантом. У иранцев насчитывались всего 3 канонерских лодки. К тому времени Красная Армия пересекла границу и вступила в остан. Она двигалась по автодорогам от Астары и крупнейшей Джаде-э-Шамаль, ведущим вдоль побережья. Благодаря наличию мощной группировки войск удалось преодолеть защиту городов посредством десантов ВМС, затем и армейских частей. На побережье высадился десант Каспийской военной флотилии, который быстро овладел приграничной Астарой. После этого он вернулся на корабли, двинувшиеся к следующим районам.
Основной целью операции являлось овладение портом Каспийского моря Пехлеви (ныне Бендер-Энзели). Иранские войска под командованием генерала Иранпура остановились в центре остана Гилян городе Реште и порту Пехлеви и выразили готовность оказать упорное сопротивление. Им удалось потопить баржи на входе в порт Пехлеви; испытывая недостаток в орудиях береговой артиллерии, они двинули батарею 75-мм пушек в порт. Несмотря на превосходство в силах со стороны СССР, отчаянное сопротивление иранцев помешало советским войскам высадить десант. Иранцы слабо использовали артиллерию, стараясь не допустить обнаружения её позиций.
Тем не менее на следующий день ВВС СССР ввели в бой бомбардировщики, образовавшие авиагруппы по 4 самолёта. Они осуществляли налёты на военные позиции и гражданские объекты в остане Гилян, в том числе в Пехлеви и Реште. В ходе бомбардировок погибло по меньшей мере 200 человек. Позиции иранской армии находились в плачевном состоянии, и 44-я армия, развивавшая наступление на суше, окончательно сломила сопротивление защитников и овладела обоими городами. Отсутствие танковых частей и авиации привело к неспособности иранцев и дальше удерживать остан. 28 августа они капитулировали. Как бы то ни было, ряд частей отказался складывать оружие и отступил к Рамсару, где планировал продолжить борьбу. Однако на следующий день правительство шаха отдало приказ о прекращении огня. К тому моменту Красная Армия подошла к Чалусу, намереваясь пересечь автодорогу Джаде-э-Чалус и двинуться к Тегерану через Эльбурс.

### Наступление Красной армии в глубокий тыл страны

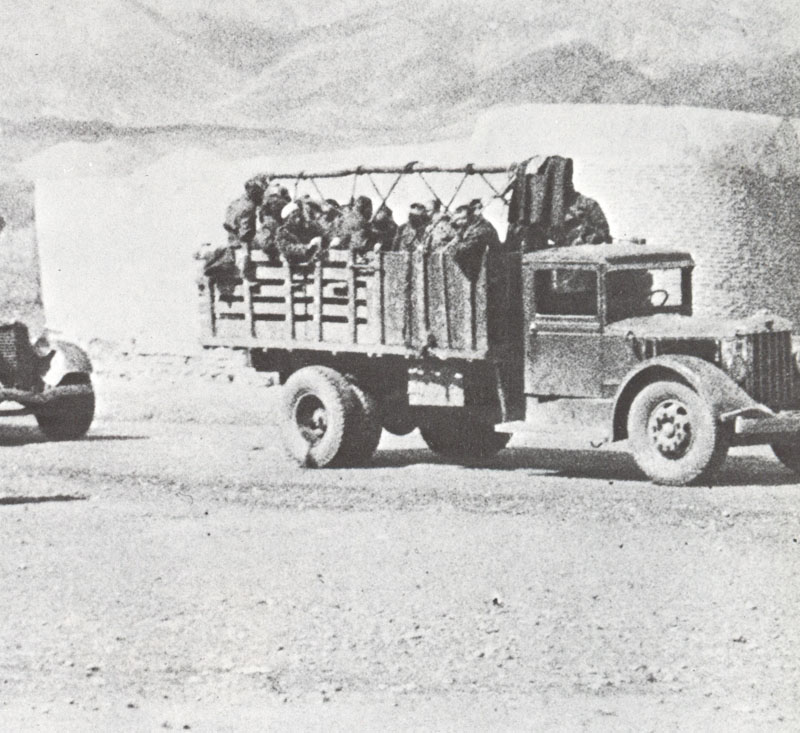
Грузовики с красноармейцами пересекают иранскую границу. 25 августа 1941 года.

После овладения Иранским Азербайджаном Красная армия двинулась на юг. В районе Джульфы значимый мост, через который должна была переправляться 47-я армия, оказался в руках трех иранских пехотинцев, которых удалось устранить лишь после использования ими всех имевшихся у них боеприпасов. Советские войска не ввели в бой артиллерийские орудия, боясь нанести конструкциям моста урон, что привело бы к ещё большей задержке наступления. 47-я армия, развивая наступление на юг, овладела Дильманом в 100 км к западу от Тебриза, а затем Урмией, якобы с целью предотвращения побега «немецких агентов». В действительности там находился лишь отряд снайперов. Советские ВВС нанесли авиаудары по целям в городе, в ходе чего погибло и было ранено большое количество гражданских лиц, а также сильно пострадал городской базар.
Тем временем советские части, овладев Ардебилем, направились к автодороге Тегеран—Кередж—Тебриз, захватив Миане и 27—28 августа продолжив движение к Тегерану и Казвину. Красная Армия обошла с флангов и разгромила иранские 3-ю и 15-ю дивизии. Сопротивление иранцев приобретало всё более неорганизованный характер. Советский танковый клин преодолел автодорогу и готовился овладеть Казвином в 151 км от Тегерана 29 августа, а затем и Саве с Кумом к югу от иранской столицы, перерезав автодорогу Тегеран—Саве—Персидский залив и разделив фактически территорию государства на две части. Однако иранцы сложили оружие 29 августа, и Красная Армия вошла в открытый город 30 августа. В то же время части 53-й армии овладели Хамаданом. В ходе незначительного налёта советской авиации погиб один маленький ребёнок, неорганизованное сопротивление было подавлено. Красная Армия прекратила наступление на Тегеран лишь 1 сентября, находясь в Казвине, в связи с проведёнными ранее переговорами с правительством шаха.

### Вступление Красной армии в северо-восточную часть Ирана
В северо-восточную часть Ирана Красная армия вошла 25 августа 1941 года с территории Туркменской ССР. Об этом так вспоминал участник Великой Отечественной войны десантник Иван Мартынов, выброшенный в составе отряда морского десанта на границу с целью обнаружения и уничтожения аэродрома с немецкими эскадрильями, предназначавшимися для бомбардировки Баку: «Самолеты все перекрашены в наши были — со звёздами. Мы ударили из крупнокалиберных пулемётов. Первый самолет взорвался, и началось светопреставление. Все друг за другом начали взрываться». В данном районе операция не носила столь всеохватывающего характера, как в других. Советские войска миновали горную местность и вошли в Туркменсахру с целью пополнения рядов новобранцев, чтобы совместными силами овладеть Мешхедом — вторым по размерам городом государства.
Оборону области Хорасан вообще и города в частности держала 9-я лёгкая пехотная дивизия численностью 8 тысяч человек. Её командованию не представлялось возможным выстоять в боях против многочисленной пехоты Красной Армии, наступавшей при поддержке танковых частей и авиации. ВВС РККА нанесли авиаудар по аэродрому Мешхед, в результате чего были уничтожены ряд истребителей, а также большое число казарм. Пехотинцы прошли через границу тремя колоннами. В течение трёх дней продолжались тяжёлые бои, и к 28 августа иранцы, понеся ощутимые потери (общие потери Ирана в войне 800 убитых), вынуждены были отступить. В тот же день под контроль СССР перешёл Мешхед.

### Окончание военных действий. Итоги

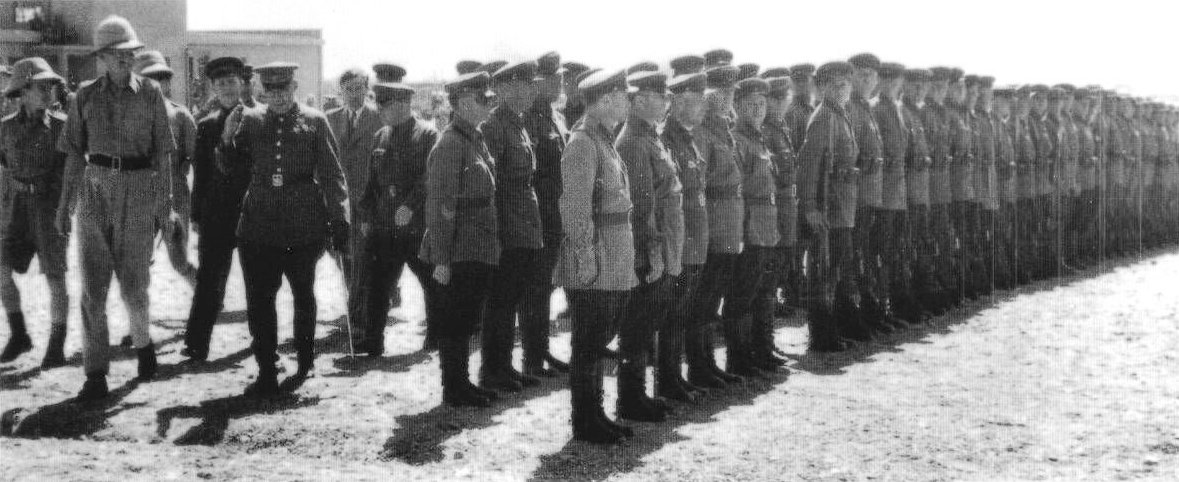
Генерал В. В. Новиков и бригадный генерал Дж. Тиркс инспектируют парадный строй советских войск в Тегеране. Сентябрь 1941 года.

К 28—29 августа ситуация на фронтах носила для иранцев абсолютно хаотический характер. Воздушное пространство и бо́льшая часть территории государства находились в руках противника. Многие крупные города, в число которых входил Тегеран, подвергались всё большему количеству авианалётов. В самой же столице потери среди населения были незначительны, но ВВС РККА всё же разбросали листовки над городом, в которых сообщалось о предстоящей массированной бомбардировке и предлагалось сдаваться до наступления её деструктивных последствий. Запасы продовольствия в Тегеране быстро истощались, и военнослужащие спасались бегством в страхе перед Красной армией. Понимая плачевность положения, члены семьи шаха, за исключением его самого и наследного принца, бежали в Исфахан.
Разложение армии, на формирование которой Реза Пехлеви затратил столько усилий и времени, было унизительным. Многие генералы представляли собой некомпетентных командующих, тайно симпатизировавших англичанам и осуществляли свою деятельность, проводя ликвидацию военнослужащих, оказывающих сопротивление захватчикам. Они организовали встречу с целью обсуждения условий капитуляции. Шах, узнав об их деятельности, нанёс удар тростью командующему сухопутными войсками генералу Ахмаду Нахджавану и разжаловал его. Он хотел расстрелять генерала прямо на месте, однако по настоянию наследного принца отправил его в тюрьму.
Реза Пехлеви отправил в отставку пробритански настроенного премьер-министра Али Мансура, которого предварительно обвинил в разложении армии. Его место занял Мохаммед Форуги, премьер-министр государства в 1925—1926 и 1933—1935 годах. Шах приказал войскам прекратить сопротивление и боевые действия, и начал переговоры с Великобританией и СССР.

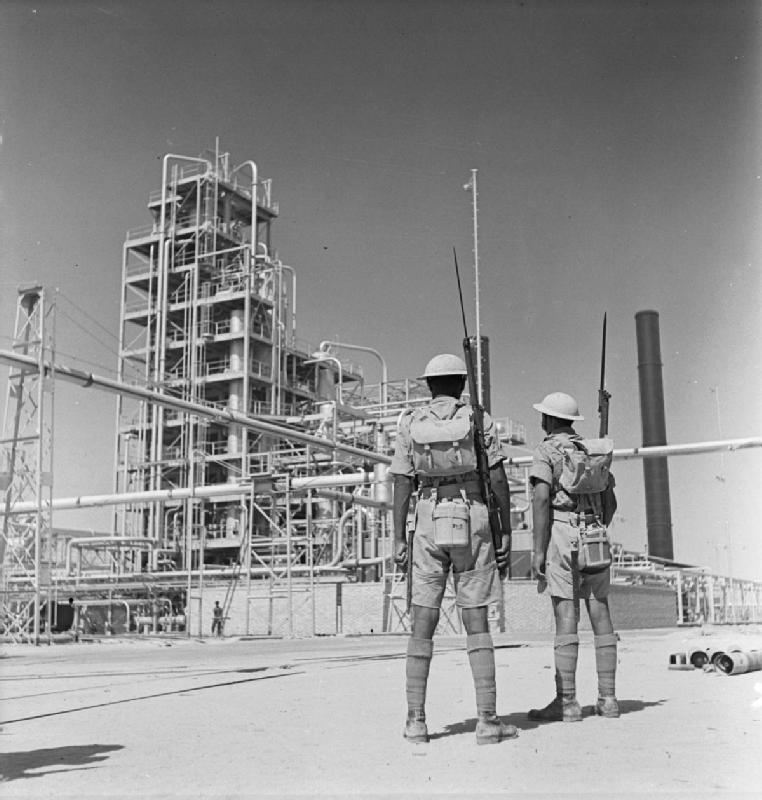
Индийские военнослужащие несут охрану абаданского нефтеперерабатывающего завода. 4 сентября 1941 года.

Форуги являлся противником Резы Пехлеви. Несколько лет назад он вынужден был подать в отставку в связи с политическими убеждениями и из-за расстрела его сына. После начала переговоров Форуги вместо того, чтобы обсудить соответствующее разрешение, намекнул на своё и иранского народа желание «освободиться» от шахской деспотии. Форуги согласился с англичанами, что вывод оккупационных войск из Ирана станет возможным только лишь в случае отъезда советника немецкого посольства и его окружения из Тегерана, закрытия дипломатических миссий Третьего рейха, Италии, Венгрии и Румынии, и передачи всех немцев, в том числе их семей, в руки представителей Великобритании и СССР. Последний пункт предполагал определённый уровень ограничения свободы. Шах откладывал его принятие. Наоборот, он планировал тайно вывезти немцев с территории Ирана. К 18 сентября бо́льшая часть немцев бежала через турецкую границу.
В ответ на демонстративное неповиновение Резы Пехлеви 16 сентября Красная армия двинулась на Тегеран. Испугавшись расправы коммунистов, многие иранцы, преимущественно богатые, спасались бегством. В письме Форуги шах объявил о своём отречении от престола после вступления Красной армии в город 17 сентября. Англичане стремились вновь привести к власти династию Каджаров, гораздо лучше представлявших их интересы в регионе, нежели Пехлеви. Однако возможный наследник Хамид Мирза был подданным Британской империи и вообще не знал персидского языка. На деле же при содействии Форуги наследный принц Мохаммед Реза Пехлеви принял присягу и занял пост шаха Ирана. Отца же наследного принца англичане арестовали до выезда из столицы и заключили под стражу. Его отправили на положении пленника в Южно-Африканский Союз, где он и умер в 1944 году. Великобритания и СССР вывели свои войска из Тегерана 17 октября, территория же государства на время войны была разделена на советскую и британскую сферы влияния, располагавшиеся в северной части Ирана и к югу от Хамадана и Казвина соответственно.

## Оккупация

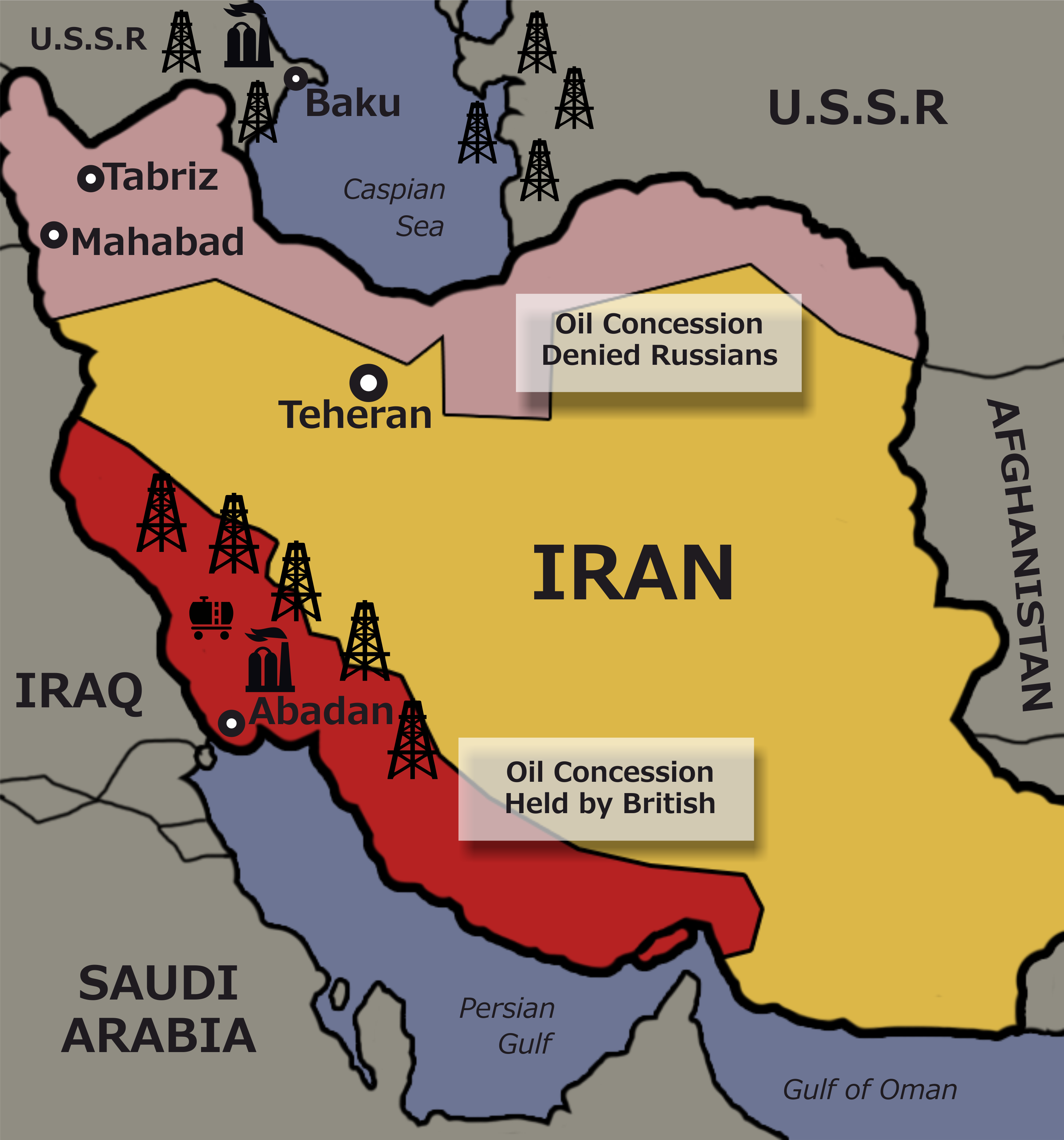
Зоны влияния СССР и Британии в Иране. 1946 год

29 января 1942 года министр иностранных дел Али Сухейли подписал англо-советско-иранский договор с послами Великобритании и СССР Андреем Смирновым и Ридером Баллардом, согласно которому Иран обеспечивал поддержку союзнической военно-экономической деятельности гражданским путём. По статье 5 договора, не всецело поддержанной Мохаммедом Резой Пехлеви, Великобритания и СССР обязывались вывести свои войска с территории государства «не позднее шести месяцев после прекращения всех военных действий».
В конце августа 1942 года немецкие разведчики занялись распространением листовок в Тебризе и других городах. Была образована подпольная антиправительственная организация «Мельнуне Иран», агенты которой подстрекали население к антиправительственным выступлениям в районе озера Урмия. Представители племён бахтиар и кашкайцев оказывали вооружённое сопротивление новообразованному правительству.
9 сентября 1943 года Иран объявил войну Третьему рейху, в результате чего присоединился к Декларации Объединённых Наций. На Тегеранской конференции, проходившей 28 ноября — 1 декабря того же года Франклин Рузвельт, Уинстон Черчилль и Иосиф Сталин подтвердили своё стремление сохранить независимость и территориальную целостность Ирана и выразили готовность реализовывать программу экономической помощи Ирану. Согласно договору, государство представляло собой якобы не подвергшуюся «оккупации» со стороны Великобритании и СССР жертву, а будто-бы их союзника.

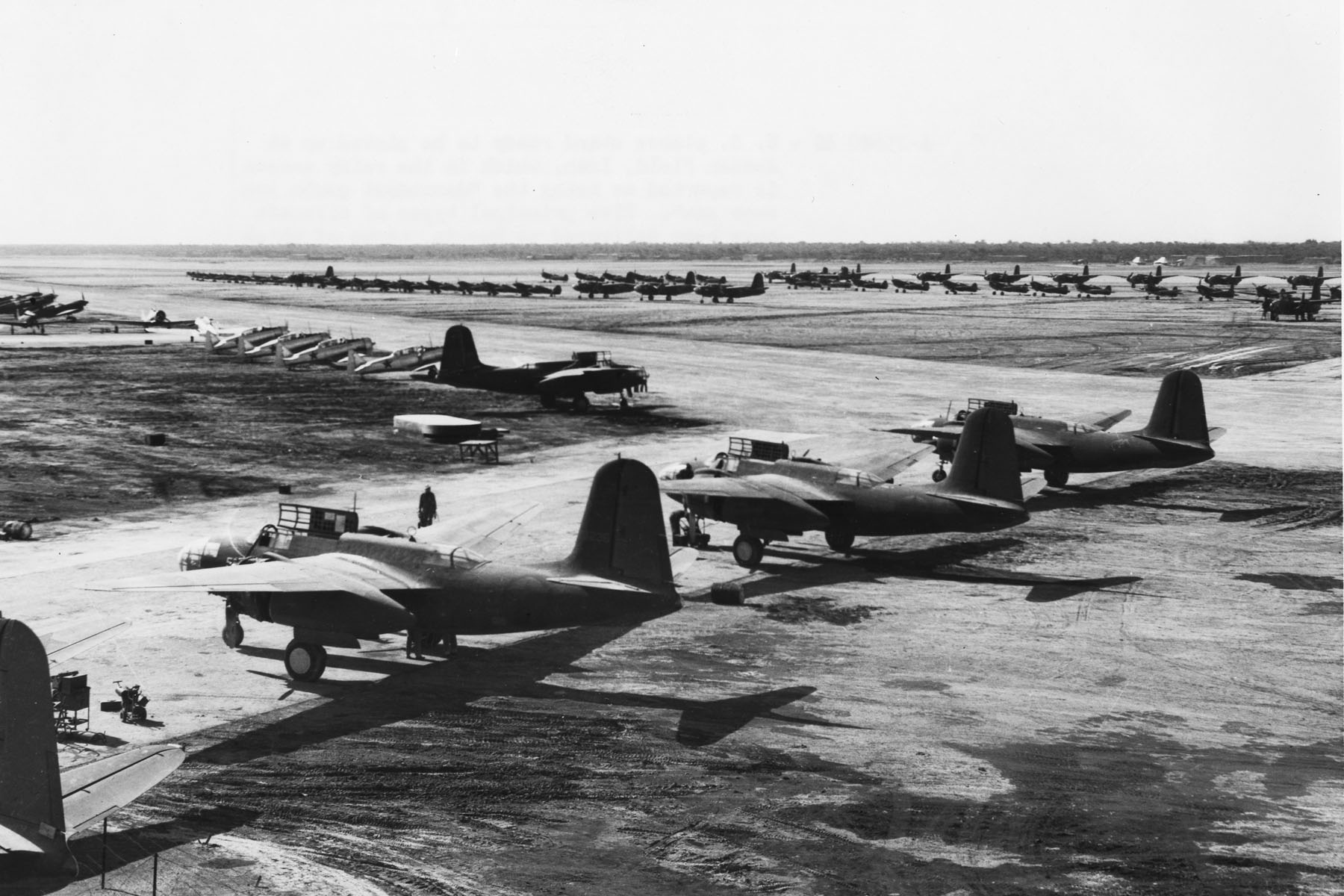
Американские самолёты Douglas A-20 Havoc, предоставлявшиеся по программе ленд-лиза, ждут передачи союзникам на аэродроме Абадана. 1942 год

Военные действия оказали весьма негативное влияние на состояние Ирана. Бо́льшая часть государственного аппарата была уничтожена в результате Иранской операции, еда и товары первой необходимости отсутствовали. Практически весь урожай, собранный в северной части Ирана, отошёл Советскому Союзу, в результате чего возникла нехватка продовольствия для населения. Для Великобритании и СССР поставки зерна представляли собой возможный дополнительный рычаг на переговорах с Ираном; продовольственный кризис усугублялся и тем, что войскам оккупантов требовались еда и транспортная сеть для перевозки боевой техники. Под давлением англичан шах назначил премьер-министром Ахмада Кавама, который осуществлял неумелую политику в области обеспечения населения продовольствием и экономики. В 1942 году в Тегеране вспыхнул хлебный бунт, в стране оказалось введённым военное положение, часть восставших была убита полицией. Инфляция возросла на 450 %, что привело к огромным лишениям представителей низшего и среднего классов. В ряде регионов люди умирали от недоедания, однако на деле вооружённого сопротивления не оказывалось.

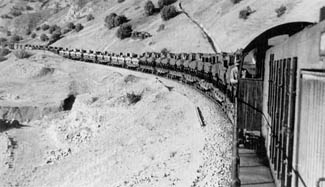
Перевозка грузов по персидскому коридору.

Огромное количество поставок Советскому Союзу и Великобритании на Ближнем Востоке (более 5 млн тонн продукции военного назначения) осуществлялось через персидский коридор.
В 1943 году 30 тысяч американцев принимали участие в обслуживании персидского коридора, через который в годы войны прошли 26—34 % грузов по поставкам Советскому Союзу по программе ленд-лиза. Соединённые Штаты развеяли страхи иранцев перед возможной колонизацией двумя великими державами, подтвердив уважительное отношение к независимости государства. Также они расширили поддержку Ирана в рамках программы ленд-лиза и приступили к организации военной подготовки в армии.
В 1943 году немцы провели две значительные операции против антигитлеровской коалиции в Иране. Так, в середине того же года абвер начал реализацию операции «Франсуа» в стремлении использовать представлявших оппозицию шахскому режиму кашкайцев с целью саботирования поставок Великобритании и США, готовящихся к отправке в Советский Союз. Также немцы провели безуспешную в итоге операцию «Длинный прыжок» по устранению лидеров «Большой тройки» (Сталина, Черчилля и Рузвельта) на Тегеранской конференции.

## Вывод войск

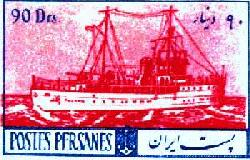
Иранская марка 1950-х годов. Шлюп «Паланг» («Леопард»), потопленный шлюпом «Шорхэм» в абаданском порту.

Спустя 3 года после оккупации государства войсками союзников политическое влияние Советского Союза значительно выросло в Южном Азербайджане и Восточном Курдистане. Оно отразилось и на образовании Народной партии Ирана. Коммунисты стремились разрешить нарастающие противоречия между арендаторами земли и арбабами (местными помещиками). 12 декабря 1945 года, после недель ожесточённой борьбы, Сеид Пишевари провозгласил образование Демократической Республики Азербайджан. Сразу же в Мехабаде Кази Мухаммед объявил о создании Иранской Республики Курдистан. Частям, отправленным по приказу шахского правительства для ликвидации сепаратистских государственных образований, путь преградила Красная Армия.
2 марта 1946 года, по прошествии 6 месяцев «после прекращения всех военных действий», англичане приступили к выводу своих войск с территории государства, однако советская сторона отказалась поступить так же, мотивируя своё решение «угрозой безопасности Советского Союза». Только в мае 1946 года, после предъявления в новообразованный Совет Безопасности ООН первого в истории организации официального обвинения иранским правительством СССР, явившегося и первым испытанием эффективности ООН в решении международных вопросов после Второй мировой войны, Советский Союз вывел советские войска из Ирана. Совет безопасности ООН, однако, не предпринял прямых шагов по оказанию давления на СССР.